# Chim lam
Chim lam hay Chim lam châu Á, tên khoa học Irena puella, là một loài chim thuộc họ Chim lam (Irenidae).
Loài chim này được tìm thấy trong các khu rừng trên khắp Nam Á nhiệt đới từ dưới chân núi Hymalaya, Ấn Độ và Sri Lanka phía đông thông qua Đông Dương, quần đảo Sunda Lớn và Palawan (Philippines). Chúng đẻ 2 hoặc 3 quả trứng trong một tổ hình bát nhỏ trong một cây. Nó được mô tả bởi nhà nghiên cứu chim của Anh John Latham vào năm 1790. Con trưởng thành dài khoảng 24–27 cm. Con trống có phần trên bóng, óng ánh màu xanh, và phần dưới màu đen và những chiếc lông bay.

## Hình ảnh

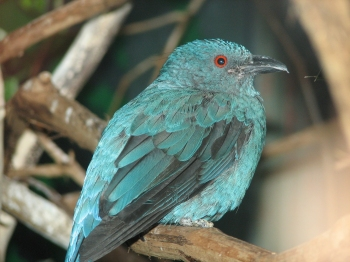
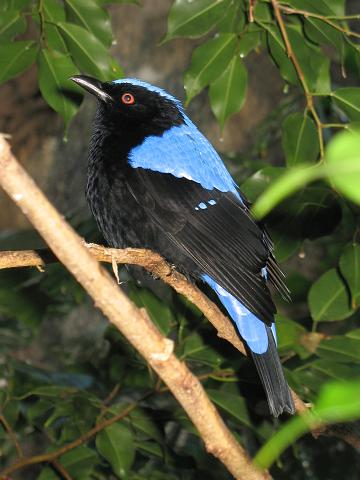
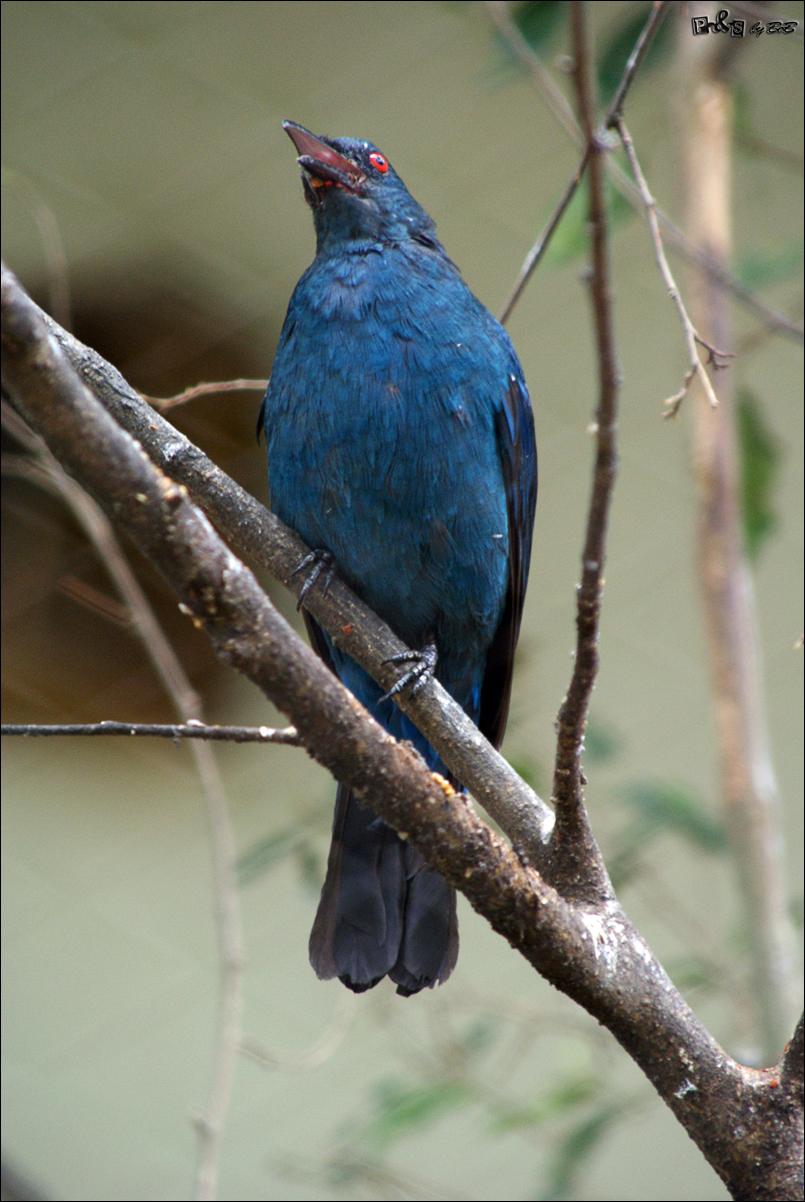
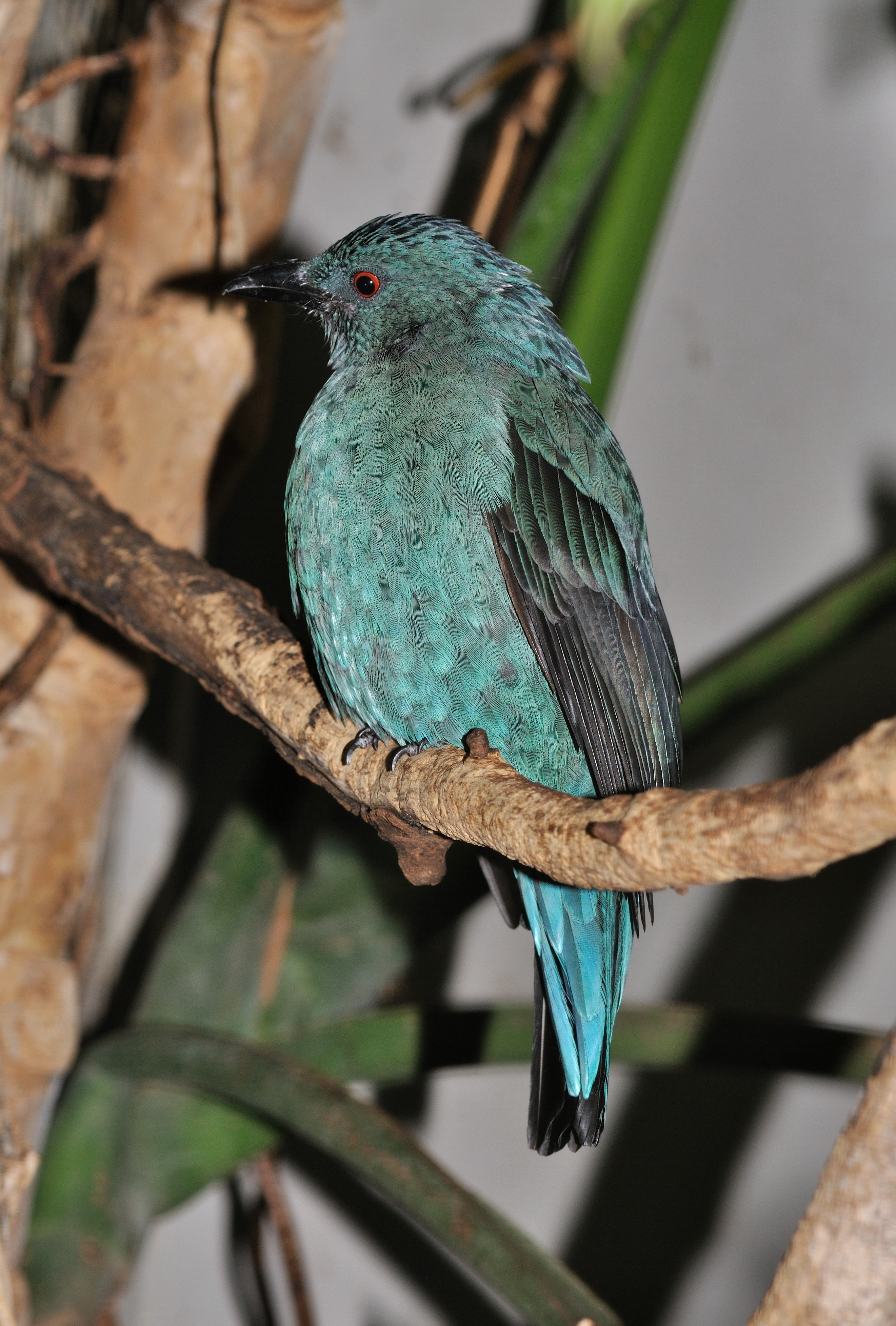
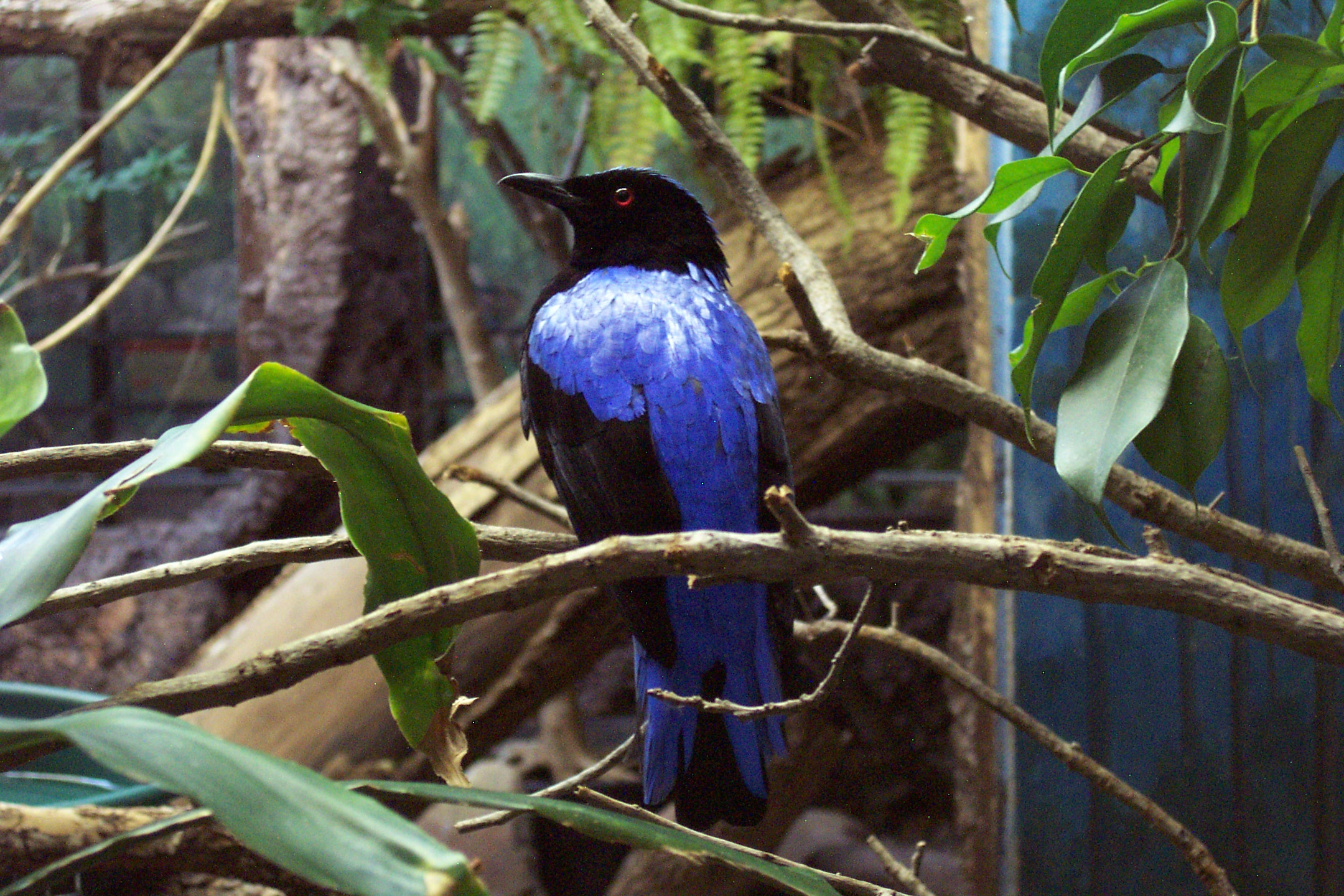